# NK Mladost Cerić
NK Mladost Cerić je nogometni klub iz Cerića.
Trenutačno se natječe se u 1. ŽNL Vukovarsko Srijemskoj NS Vinkovci.

## Povijest
Klub je osnovan 1947. godine.
U sezoni 1988./89. osvaja Međuopćinsku ligu Istok, nakon čega je do 1991. godine nastupala u Republičkoj (hrvatskoj) nogometnoj ligi Istok. Raspadom SFRJ, odnosno u Republici Hrvatskoj, klub u periodu 1992. – 1995. nastupa u 2. HNL, nakon čega zamrzava status. Povratkom u Cerić 1998. godine, klub započinje natjecanje u 2. ŽNL Vukovarsko-srijemskoj, gdje od tada sve vrijeme nastupa s izuzetkom sezona 2000./01. i 2006./07., kada nastupa u 1. ŽNL.

### Plasmani kluba kroz povijest
| Sezona                              | Liga                                                | Plasman               |
| ----------------------------------- | --------------------------------------------------- | --------------------- |
| 1950.                               | Kotarska nogometna liga Vinkovci Jedinstvena grupa  |                       |
| 1953.                               | Kotarska nogometna liga Vinkovci Grupa I            |                       |
| 1960./61.                           | Grupno prvenstvo NP Vinkovci Grupa III              | nepoznat plasman      |
| 1966./67.                           | Grupno prvenstvo NP Vinkovci Grupa I                | 1. mjesto             |
| 1967./68.                           | Podsavezna nogometna liga NP Vinkovci               | 7. mjesto             |
| 1968./69.                           | Podsavezna nogometna liga NP Vinkovci               | 7. mjesto             |
| 1969./70.                           | Podsavezna nogometna liga NP Vinkovci               | 7. mjesto             |
| 1970./71.                           | Područna nogometna liga NSP Vinkovci                | 14. mjesto            |
| 1972./73.                           | Grupno prvenstvo NSP Vinkovci Grupa II              | nepoznat plasman      |
| 1976./77.                           | Područna nogometna liga NSP Vinkovci                | 6. mjesto             |
| 1977./78.                           | Općinska nogometna liga Vinkovci                    | 2. mjesto             |
| 1978./79.                           | Općinska nogometna liga Vinkovci                    | 7. mjesto             |
| 1979./80.                           | Općinska nogometna liga Vinkovci                    | 5. mjesto             |
| 1980./81.                           | Općinska nogometna liga Vinkovci                    |                       |
| 1981./82.                           | Općinska nogometna liga Vinkovci                    | 12. mjesto            |
| 1982./83.                           | Općinska nogometna liga Vinkovci                    |                       |
| 1983./84.                           | Općinska nogometna liga Vinkovci                    | 10. mjesto            |
| 1984./85.                           | Općinska nogometna liga Vinkovci                    | 3. mjesto             |
| 1985./86.                           | Općinska nogometna liga Vinkovci                    | 10. mjesto            |
| 1986./87.                           | Općinska nogometna liga Vinkovci                    | 1. mjesto             |
| 1987./88.                           | Međuopćinska nogometna liga Đakovo-Županja-Vinkovci |                       |
| 1988./89.                           | Međuopćinska nogometna liga Đakovo-Županja-Vinkovci | 1. mjesto             |
| 1989./90.                           | Republička (hrvatska) nogometna liga - Istok        |                       |
| 1990./91.                           | Republička (hrvatska) nogometna liga - Istok        |                       |
| 1991./92.                           | klub se nije natjecao                               | klub se nije natjecao |
| 1992./93.                           | 2. HNL Sjever                                       | 11. mjesto            |
| 1993./94.                           | 2. HNL Sjever                                       | 8. mjesto             |
| 1994./95.                           | 2. HNL Sjever                                       | 7. mjesto             |
| 1995. – 1998. klub se nije natjecao |                                                     |                       |
| 1998./99.                           | 2. ŽNL Vukovarsko-srijemska                         | 5. mjesto             |
| 1999./2000.                         | 2. ŽNL Vukovarsko-srijemska                         | 2. mjesto             |
| 2000./01.                           | 1. ŽNL Vukovarsko-srijemska Grupa A                 | 9. mjesto             |
| 2001./02.                           | 2. ŽNL Vukovarsko-srijemska Grupa A                 | 4. mjesto             |
| 2002./03.                           | 2. ŽNL Vukovarsko-srijemska Grupa A                 | 2. mjesto             |
| 2003./04.                           | 2. ŽNL Vukovarsko-srijemska Grupa A                 | 6. mjesto             |
| 2004./05.                           | 2. ŽNL Vukovarsko-srijemska Grupa A                 | 2. mjesto             |
| 2005./06.                           | 2. ŽNL Vukovarsko-srijemska Grupa B                 | 1. mjesto             |
| 2006./07.                           | 1. ŽNL Vukovarsko-srijemska                         | 16. mjesto            |
| 2007./08.                           | 2. ŽNL Vukovarsko-srijemska NS Vinkovci             | 4. mjesto             |
| 2008./09.                           | 2. ŽNL Vukovarsko-srijemska NS Vinkovci             | 2. mjesto             |
| 2009./10.                           | 2. ŽNL Vukovarsko-srijemska NS Vinkovci             | 4. mjesto             |
| 2010./11.                           | 2. ŽNL Vukovarsko-srijemska NS Vinkovci             | 8. mjesto             |
| 2011./12.                           | 2. ŽNL Vukovarsko-srijemska NS Vinkovci             | 7. mjesto             |
| 2012./13.                           | 2. ŽNL Vukovarsko-srijemska NS Vinkovci             | 10. mjesto            |
| 2013./14.                           | 2. ŽNL Vukovarsko-srijemska NS Vinkovci             | 10. mjesto            |
| 2014./15.                           | 2. ŽNL Vukovarsko-srijemska NS Vinkovci             | 4. mjesto             |
| 2015./16.                           | 2. ŽNL Vukovarsko-srijemska NS Vinkovci             | 9. mjesto             |
| 2016./17.                           | 2. ŽNL Vukovarsko-srijemska NS Vinkovci             | 9. mjesto             |